# E76
E76 eller Europaväg 76 är en 80 kilometer lång Europaväg som går mellan Migliarino Pisano och Florens i Italien.

## Motorvägar
E76 är motorväg och följer A11 hela sin sträcka.

## Anslutningar
| - E80 - E35 |